# Туенкуанг
Туенкуанг (вьет. Tuyên Quang) — город в северной части Вьетнама. Административный центр провинции Туенкуанг.

## История
Во время Франко-китайской войны (август 1884 — апрель 1885 годов) французский пост в Туенкуанге на протяжении четырёх месяцев отстаивался войсками Французского Иностранного легиона, обороняясь от 12 000 солдат Юньнаньской армии и Армии чёрного флага. Осада Туенкуанга до сих пор считается одним из наиболее значительных подвигов легиона.

## География
Абсолютная высота — 29 метров над уровнем моря. Расположен в 157 км к северо-западу от Ханоя и в 160 км к югу от границы с Китаем.

## Население
По данным на 2019 год численность населения составляет 104 645 человек.
Динамика численности населения города по годам:
| 1989   | 2000   | 2013   | 2019    |
| ------ | ------ | ------ | ------- |
| 24 315 | 32 400 | 42 318 | 104 645 |

## Административный состав
Город поделён на общины Анкханг, Кимфу, Лыонгвыонг, Тхайлонг, Чангда и кварталы Антыонг, Дойкан, Хынгтхань, Миньсюан, Милам, Нонгтьен, Фантхьет, Танха, Танкуанг, Ила.